# Отруйні речовини подразнювальної дії
Отру́йні речови́ни подра́знювальної ді́ї — хімічні речовини, які в мінімальних концентраціях вибірково діють на нервові закінчення слизових оболонок дихальних шляхів, кон'юнктиви очей і викликають відчуття печії, болю.

## Основні параметри
Кон'юнктива очей, слизова дихальних шляхів мають багато нервових закінчень, які доступні для контакту з отруйними речовинами і тому найчутливіші до них.
Виділяють дві групи отруйних речовин подразнювальної дії:
- лакриматори — сльозогінні отруйні речовини, які подразнюють переважно органи зору, викликають інтенсивну сльозотечу. Основними представниками цієї групи є хлороацетофенон (ХАФ — CN), CS, CR та навчальна отруйна речовина — хлоропікрин (PS);
- стерніти — переважно впливають на слизову оболонку дихальних шляхів, що викликає інтенсивне чхання та кашель. Основними представниками цієї групи є речовина адамсит (DM).

## Конвенція про хімічну зброю
В 1993 році була погоджена, та з 1997 року набрала чинності Конвенція про заборону розробки, виробництва, накопичення, застосування хімічної зброї та про її знищення.
Конвенція запровадила поняття «засобів боротьби з масовими заворушеннями», які було визначено як «будь-який не включений до списків хімікат, здатний швидко викликати в організмі людини подразнення органів чуття або фізичні
розлади, які зникають через короткий відрізок часу після закінчення дії.»
При чому, Конвенція (стаття 1, пункт 5) забороняє «використання хімічних засобів боротьби з заворушеннями як засобу ведення війни» (зокрема, це стосується отруйних речовин подразнювальної дії) так само як і решти токсичних хімікатів.
На відміну від перелічених у «Списках» хімікатів Конвенція конкретні зразки засобів боротьби з масовими заворушеннями не наводить. Однак, згідно статті 3, пункт 1, підпункт е) сторони зобов'язані декларувати наявні в них хімікати для боротьби з заворушеннями, при цьому має бути вказано хімічну назву, структурну формулу та реєстраційний номер за «Кемікл абстрактс сервіс» (КАС), якщо такий присвоєно.
В надрукованому в 2018 році дослідженні Наукової ради при Організації із заборони хімічної зброї було складено список з 17 речовин, що задовільняють визначенню засобів боротьби з масовими заворушеннями статті 2, пункту 7 Конвенції:
1. 2-Chloroacetophenone (CN; 532-27-4)
2. 2-Chlorobenzylidenemalononitrile (CS; 2698-41-1)
3. Dibenzo[b, f][1,4]oxazepine (CR; 257-07-8)
4. Oleoresin capsicum (OC; 8023-77-6)
5. 8-Methyl-N-vanillyl-trans-6-nonenamide (capsaicin; 404-86-4)
6. 8-Methyl-N-vanillylnonanamide (dihydrocapsaicin, DHC; 19408-84-5)
7. N-Vanillylnonanamide (pseudocapsaicin, PAVA; 2444-46-4)
8. N-Vanillyl-9-methyldec-7-(E)-enamide (homocapsaicin; 58493-48-4)
9. N-Vanillyl-9-methyldecanamide (homodihydrocapsaicin; 20279-06-5)
10. N-Vanillyl-7-methyloctanamide (nordihydrocapsaicin; 28789-35-7)
11. 4-Nonanolylmorpholine (MPA, МПК; 5299-64-9)
12. 2′-Chloroacetophenone (2142-68-9)
13. 3′-Chloroacetophenone (99-02-05)
14. α-Chlorobenzylidenemalononitrile (18270-61-6)
15. Cis-4-acetylaminodicyclohexylmethane (37794-87-9)
16. N, N′-Bis(isopropyl)ethylenediimine
17. N, N′-Bis(tert-butyl)ethylenediimine

Оскільки Рада приділила особливу увагу мінливості дії отруйних речовин, то три речовини, які раніше були поширеними засобами боротьби з масовими заворушеннями були визнані такими, що не задовільняють вимогам Конвенції через шкідливу побічну дію та високий ризик незворотньої шкоди здоров'ю: 4′-chloroacetophenone, 2-bromoethyl acetate, та 10-chloro-5,10-dihydrophenarsazine (адамсит, речовина DM). Також деякі з отруйних речовин часів Першої світової війни були перелічені в Списках хімікатів Конвенції.
Рада встановила, що визнані засобами боротьби з масовими заворушеннями отруйні речовини переважно діють на периферичну нервову систему через іонні канали TRPA1 або TRPV1. При цьому, вплив на систему швидко наступає при потраплянні жертви в зону зараження речовиною, так само і доволі швидко припиняється після виходу з зони зараження чи припинення контакту з речовиною. Станом принаймні на 2016 рік дослідження інгібіторів даних каналів тривало, і жоден з них не був схвалений до використання людиною, тому антидотів для цих отруйних речовин не було.
Натомість, низка інших отруйних речовин з впливом на органи чуття людини завдають ураження центральній нервовій системі, наслідки їхньої дії або не зникають достатньо швидко, або ж незворотні, а поріг летальності доволі легко перевищити (наприклад летальна доза карфентанілу для пересічної людини становить лише 20 мікрограм).